# ويب 3.0

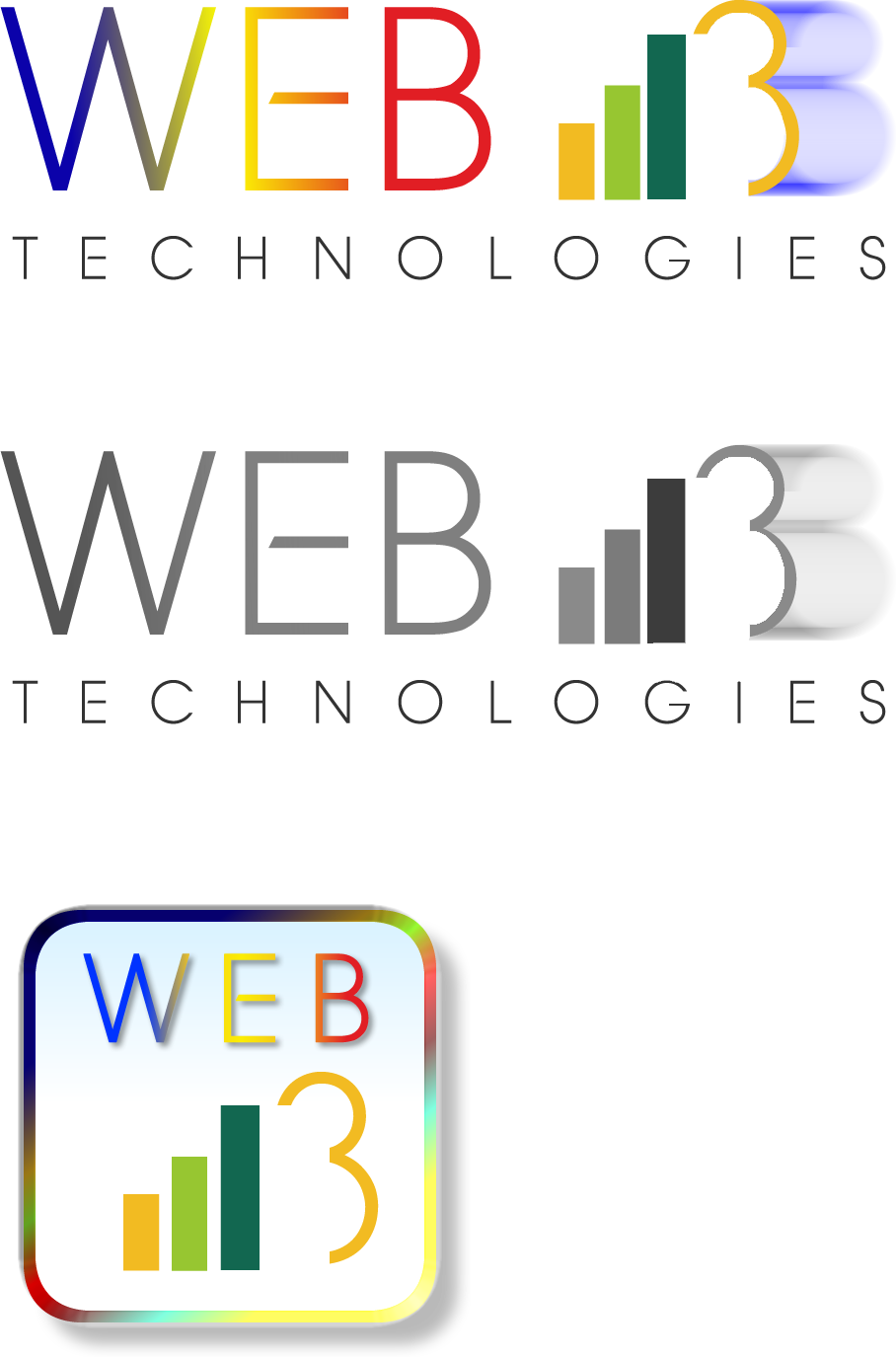

ويب 3.0 هو مصطلح مستخدم لوصف مستقبل شبكة الويب العالمية. بعد تقديم «الويب 2.0» الذي يعبر عن ثورة الويب الحديثة، أصبح كثير من التقنيين والصحفيين وقادة الصناعة يستخدمون مصطلح «الويب 3.0» ليشيروا إلى الموجة المستقبلية لإبداع الإنترنت.
ابتكر غافن وود مصطلح «ويب 3.0»، أحد مؤسسي إيثريوم في عام 2014 وفي عام 2021، اكتسبت فكرة ويب 3.0 شعبية وازداد الاهتمام كثيرا بها ويرجع ذلك إلى عشاق العملات المشفرة والاستثمارات من تقنيين وشركات بارزة.
يعتمد ويب 3.0 على تقنية سلسلة الكتل والتي عززت ظهور فكرة الإدارة اللا مركزية والاقتصاد القائم على القطع الرمزية. يشير بعض الخبراء إلى أن ويب 3.0 سيزيد من الأمان والخصوصية وقابلية التوسع لمجالات أخرى ويحارب الهيمنة لكبرى شركات التقنية. يرى اخرون بأن لامركزية الويب تقطع الطريق على اعتدالية الويب وتدعم انتشار الكراهية والمحتوى السام فيه أو إنه مجرد فقاعة وتختفي.

## خلفية تاريخية
يشير ويب 1.0 وويب 2.0 إلى العصور في تاريخ شبكة الويب العالمية حيث تطورت من خلال تقنيات وتنسيقات مختلفة. يشير ويب 1.0 تقريبًا إلى الفترة من 1991 إلى 2005، حيث كانت معظم المواقع عبارة عن صفحات ويب ثابتة، وكانت الغالبية العظمى من المستخدمين مستهلكين وليس منتجين للمحتوى. يستند ويب 2.0 إلى فكرة «الويب كمنصة»، وتركز على المحتوى الذي أنشأه المستخدمون والمحمّل على خدمات الشبكات الاجتماعية والمدونات والويكي وغيرها من الخدمات الأخرى. يعتبر الويب 2.0 بشكل عام قد بدأ في حوالي عام 2005، ومستمر حتى يومنا هذا.

## الفوائد والمخاطر المحتملة
من المتوقع أن يحدث ويب 3.0 أو الإصدار الثالث من الإنترنت نقلة نوعية في طريقة التصفح، أو التفاعل على شبكات التواصل الاجتماعية، أو حتى التسوق والتجارة الالكترونية. بينما حسّن ويب 2.0 الاتصال والتفاعل عبر الإنترنت، سيركز ويب 3.0 على تحسين التخصيص والملكية الجماعية ومشاركة المحتوى. ستستخدم النسخة المحدثة من الإنترنت سلسلة الكتل وستسمح بدعم الإنترنت من خلال شبكات لامركزية. نتيجة لذلك، لن يحتاج مالكو مواقع الويب إلى الاعتماد على الخوادم التي تمتلكها الشركات الكبرى.
تختلف الرؤى بشكل متفاوت حول المرحلة التالية من ثورة الويب. يعتقد البعض أن ظهور التقنيات مثل الويب الدلالي (ويب يعتمد على فهم معاني الكلمات) سيغير طريقة استخدام الويب، وسيؤدي إلى احتمالات جديدة في الذكاء الصناعي. بعض المتنبئين الآخرين يعتقدون أن ازدياد سرعة اتصالات الإنترنت، وتطبيقات الويب الوحداتية، والتقدمات في رسوميات الحاسوب سيلعب الدور الأساس في تطور شبكة الويب العالمية.

## أنظرا أيضًا
- ويب 2.0
- ويب دلالي
- بنية خدمية